# Leptophlebia wui
Leptophlebia wui is een haft uit de familie Leptophlebiidae. De wetenschappelijke naam van de soort is voor het eerst geldig gepubliceerd in 1936 door Ulmer.
De soort komt voor in het Oriëntaals gebied.